# Pierce (Idaho)
Pierce is een plaats (city) in de Amerikaanse staat Idaho, en valt bestuurlijk gezien onder Clearwater County.

## Demografie
Bij de volkstelling in 2000 werd het aantal inwoners vastgesteld op 617.
In 2006 is het aantal inwoners door het United States Census Bureau geschat op 543, een daling van 74 (-12,0%).

## Geografie
Volgens het United States Census Bureau beslaat de plaats een oppervlakte van
2,1 km², geheel bestaande uit land. Pierce ligt op ongeveer 945 m boven zeeniveau.

## Plaatsen in de nabije omgeving
De onderstaande figuur toont nabijgelegen plaatsen in een straal van 44 km rond Pierce.